# Pista di bob, skeleton e slittino di Paramonovo
La pista di bob, skeleton e slittino di Paramonovo (in russo Парамоново санно-бобслейная трасса?, Paramonovo sanno-boblejnaja trassa) è un impianto sportivo per la pratica di bob, slittino e skeleton, situato a Paramonovo, in Russia, a circa 60 km a nord di Mosca.

## Storia
Negli anni 1970, l'Unione Sovietica conquistò molti successi nello slittino, con Vera Zozulja, Dainis Bremze, Algars Kirkis e Sergej Danilin durante le Olimpiadi invernali, Campionati del mondo, e FCampionati europei. Nel 1986 venne inaugurata una pista a Sigulda, all'epoca facente parte della Repubblica Socialista Sovietica Lettone. Dopo la dissoluzione dell'URSS del 1991, la Lettonia divenne indipendente, cosicché la federazione russa perse la disponibilità della pista di Sigulda: ciò causò l'interruzione dei successi russi nel bob e nello slittino. Alla fine degli anni 1990, la Russia tornò a vincere con Alexandr Zubkov e Al'bert Demčenko, che vinsero due medaglie olimpiche (Torino 2006), quattro medaglie mondiali (Zoubkov), e tre medaglie europee (Demčwnko). La Russia vinse una medaglia anche ai campionati mondiali di skeleton 2003.
Grazie alle ritrovate vittorie internazionali, il Governo russo decise di costruire due nuove piste: la prima situata nelle vicinanze di Mosca e la seconda a Krasnaja Poljana (in seguito divenuta pista dei Giochi olimpici 2014 di Soči).
Nel febbraio 2007 il presidente fella FIL Josef Fendt fece la posa della prima pietra, mentre nel successivo mese di luglio risultavano realizzati 400 metri di pista, poi completata a dicembre. La cerimonia d'inaugurazione avvenne il 10 marzo 2008, alla presenza del presidente Dmitrij Medvedev, in occasione dei campionati nazionali di slittino. La costruzione della pista è costata l'equivalente di 45 milioni di dollari statunitensi.

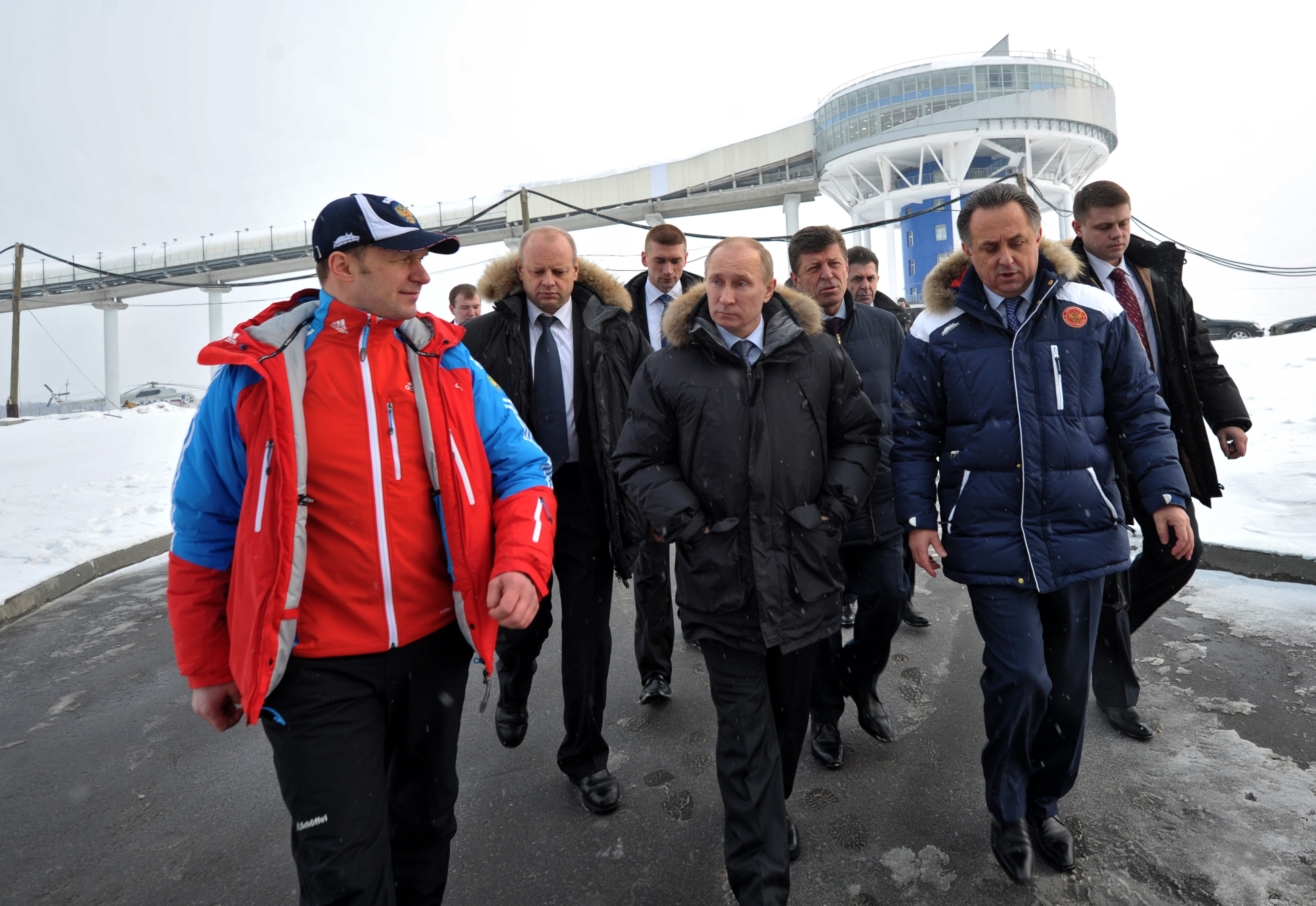
Vladimir Putin in visita alla pista nel 2012: sullo sfondo la torre di partenza

La pista è stata parzialmente omologata dalla Federazione Internazionale Slittino (FIL) nell'ultimo fine settimana del marzo 2009: su oltre 100 discese effettuate dai tre differenti punti di partenza (singolo uomini, singolo donne/doppio uomini e juniores), non si registrò alcun incidente; tuttavia bisognava ancora completare i muretti di sicurezza (realizzati solo vucino all'albergo) e il deposito degli attrezzi nella casa di partenza intermedia.
La pista ha debuttato a livello internazionale con le gare di Coppa del mondo juniores di slittino del 7-12 dicembre 2009, con la piena omologazione ricevuta l'8 dicembre 2009. Il 12 dicembre 2009, in una conferenza stampa nella giornata finale delle competizioni di Coppa del Mondo Junior nello slittino, il capo della giuria, l'austriaco Christoph Schweiger, ha ringraziato gli organizzatori e ha definito il complesso di Paramonovo come un impianto sportivo unico, che utilizza nanotecnologie ecocompatibili nel congelamento del ghiaccio e con un sistema di cronometraggio elettronico ben sviluppato. Di conseguenza, il certificato operativo temporaneo della commissione speciale FIL per la pista da bob di Paramonovo rilasciato alla vigilia delle competizioni è stato sostituito con un'omologazione permanente di 10 anni.
Le prime gare di bob e skeleton sono avvenute il 21 marzo 2010.
Poiché dall'inverno 2005-2006 la pista non dispone più della refrigerazione artificiale, tutte le competizioni e gli allenamenti sono stati spostati nella più moderna pista di Soči.

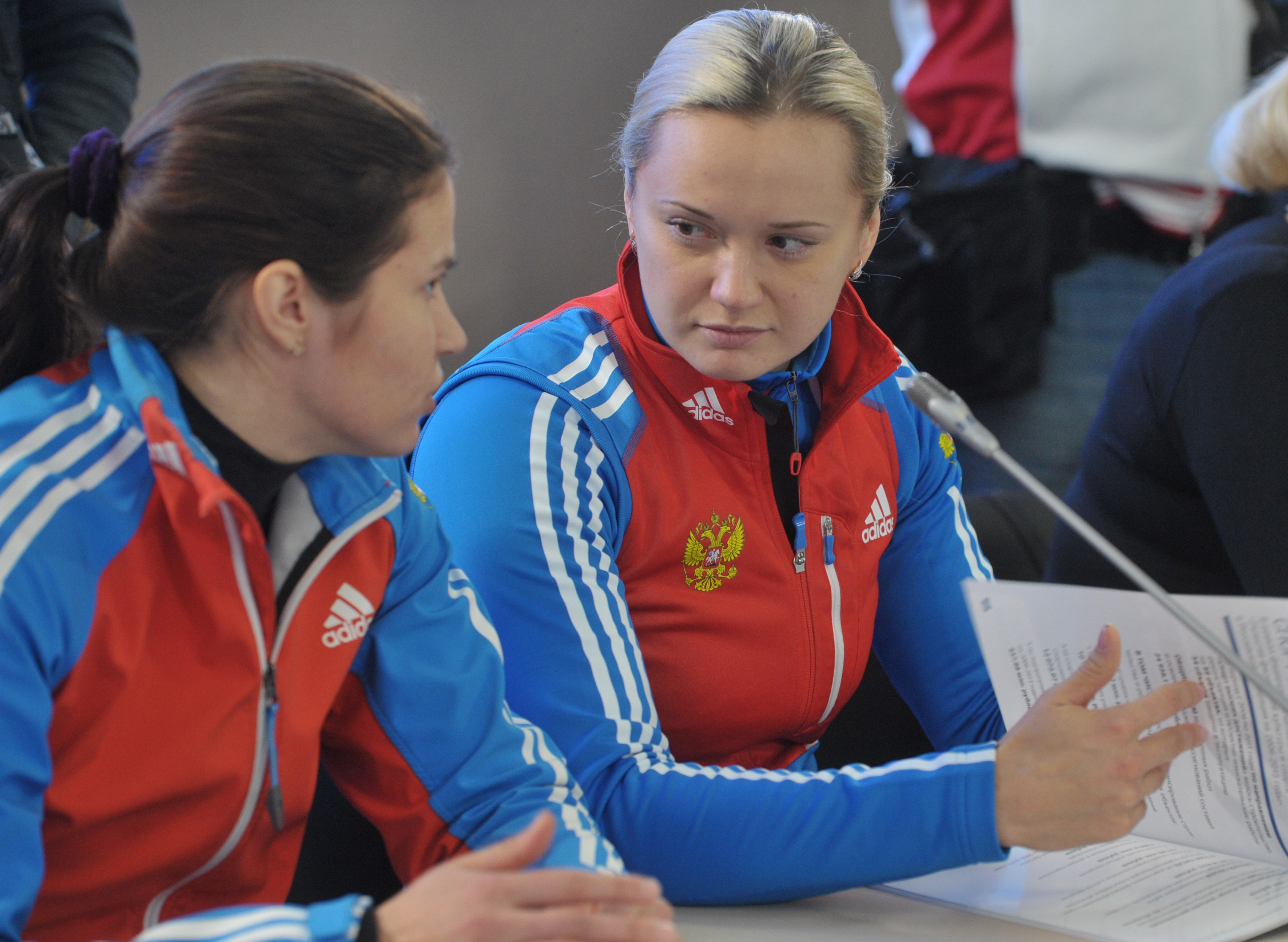
Tat'jana Ivanova ed Aleksandra Rodionova durante una conferenza stampa a Paramonovo (16 febbraio 2012)

Il 16 febbraio 2012, alla vigilia delle elezioni presidenziali, il primo ministro Vladimir Putin ha fatto visita al complesso sportivo, salendo su un bob insieme ad Alexei Shadeyev, elogiando lo staff di questo impianto sportivo: "A Paramonovo sono rimasto impressionato dal combattimento, dall'atmosfera di lavoro, dal buon umore". Il 25-26 febbraio si sono svolti i Campionati europei di slittino 2012.
Prima dell'inizio della stagione 2013-2014, il tracciato è stato chiuso per motivi tecnici dovuti alla necessità di ricostruire alcuni tratti; pur essendo programmata una ricostruzione veloce, i lavori sono iniziati solo a metà gennaio 2019.

## Caratteristiche tecniche
La pista dispone di 19 curve, con un dislivello di 105 metri.
Dal momento che il dislivello naturale è di soli 78 metri, i primi 300 metri della pista sono sopraelevati, in una struttura sorretta da colonne d'acciaio alte fino a 27 metri.
Come a Sigulda (Lettonia), la partenza avviene da un edificio a torre, mentre il tracciato h una pendenza massima del 15%.
La pista è stata progettata e costruita sulla base di tecnologie e imprese esclusivamente russe. Il profilo della pista è stato progettato presso l'Istituto di meccanica dell'Università Statale di Mosca (diretto da Alexander Ostroumov, laboratorio di Alexander Shakhnazarov). Il progetto è stato realizzato da OAO Stroyproekt, la costruzione è stata eseguita da OOO MiT. L'unità di refrigerazione è realizzata e installata da LLC "Rusienergomontazh".
La normativa ambientale della Russia proibisce l'utilizzo dell'ammoniaca per la refrigerazione esterna: per tale motivo sono stati realizzati tre impianti di raffreddamento con funzionamento a cascata di carbammato d'ammonio, rimasti attivi fino al 2006.

## Principali manifestazioni
- Campionati europei di slittino: 2012